# Artibonite
L'Artibonite (in spagnolo Rio Artibonito) è un fiume di Haiti lungo 320 km. È il fiume più lungo di Haiti, nonché quello più lungo dell'isola di Hispaniola. Il fiume, che segna parte della frontiera tra Haiti e Repubblica Dominicana, nasce sulla Cordillera Central nella Repubblica Dominicana, ma scorre per la maggior parte in territorio haitiano. Sfocia nel golfo di Gonâve.
Da esso trae il nome il dipartimento haitiano di Artibonite. Le sue acque vengono sfruttate per l'irrigazione e per la produzione di energia idroelettrica. Nell'ottobre del 2010, in seguito ad una terribile epidemia di colera (la prima da generazioni) lungo i rami sorgentizi haitiani del fiume, i locali furono avvisati che bere l'acqua del fiume non trattata poteva favorire la diffusione della malattia